# Ледниковый валун
Леднико́вый валу́н — уничтоженный государственный геологический памятник природы, находившийся на территории, подчинённой городу Апатиты, Мурманской области. Имел научно-просветительское значение.
Был расположен в центральной части Кольского полуострова в 20 с небольшим километрах к западу от Апатит у северного склона горы Оспе (340 метров), в 30 метрах к северу от автомобильной дороги, соединяющей Апатиты с автомагистралью Кола, на небольшой возвышенности. Расположение памятника делало его удобным для посещения туристов. Площадь памятника составляла всего 0,1 гектар, это был самый малый по площади ООПТ Мурманской области.
Представлял собой ледниковый валун, по петрографическому составу которого существовала возможность определить место, откуда он был перемещён ледником, а по ярко выраженной штриховке — относительную мощность ледникового покрова времён антропогена. Несмотря на то, что подобных валунов на территории области много, лишь немногие из них расположены столь близко к крупным населённым пунктам.
Среднемесячная температура в районе, где находился памятник составляет 12,5 °C для самого тёплого месяца — июля, и −11,6 °C для самого холодного — февраля. Годовое количество осадков — 650 мм. В среднем 221 день в году в данном районе держится устойчивый снежный покров.
Статус памятника природы получен 24 декабря 1980 года решением № 537 исполкома Мурманского областного Совета народных депутатов. Ответственные за контроль и охрану памятника — Дирекция государственных особо охраняемых природных территорий регионального значения Мурманской области и Комитет природопользования и Экологии Мурманской области.
«Ледниковый валун» был уничтожен в ходе реконструкции пролегающей рядом с ним автотрассы. В настоящее время решается вопрос об исключении его из списка ООПТ Мурманской области.

## Карты местности
- Лист карты Q-36-III,IV Апатиты. Масштаб: 1 : 200 000. Указать дату выпуска/состояния местности.